# Špela Pretnar
Špela Pretnar, slovenska alpska smučarka, * 5. marec 1973, Bled.

## Športna kariera
V svoji karieri je v svetovnem pokalu trinajstkrat stopila na stopničke za zmagovalke, od tega šestkrat na najvišjo. V sezoni 1999/2000 je osvojila mali kristalni globus v specialnem slalomskem seštevku. 
Po končani smučarski karieri se je zaposlila kot športna novinarka na komercialni televizijski postaji Pop TV, kjer je delala do februarja 2009.
Od septembra 2016 je sodelavka v službi za stike z javnostjo krovne slovenske smučarske zveze SZS, sodeluje tudi na področju krovnih projektov in promocijskih aktivnosti..

### Zmage v svetovnem pokalu
| Sezona    | Datum             | Disciplina | Prizorišče      | Država  |
| --------- | ----------------- | ---------- | --------------- | ------- |
| 1994/95   | 18. marec 1995    | veleslalom | Bormio          | Italija |
| 1998/99   | 23. februar 1999  | slalom     | Åre             | Švedska |
| 1999/2000 | 20. november 1999 | slalom     | Copper Mountain | ZDA     |
| 1999/2000 | 9. januar 2000    | slalom     | Berchtesgaden   | Nemčija |
| 1999/2000 | 12. februar 2000  | slalom     | Santa Caterina  | Italija |
| 1999/2000 | 20. februar 2000  | slalom     | Åre             | Švedska |

## Zasebno življenje
Po koncu športne poti, se je na POP TV poskusila kot novinarka, delala je tudi na Smučarski zvezi, sedaj pa je direktorica medicinskega centra (Althea) na Gorenjskem. Konec oktobra 2010 sta z sedaj nekdanjim partnerjem Jako Reboljem dobila sina Maka.

## Politika
Na državnozborskih volitvah leta 2011 je kandidirala na listi Pozitivne Slovenije.